# カール2世 (プファルツ選帝侯)
カール2世（Karl II., 1651年3月31日 - 1685年5月26日）は、プファルツ選帝侯（在位：1680年 - 1685年）。カール1世ルートヴィヒとヘッセン＝カッセル方伯ヴィルヘルム5世の娘シャルロッテの間の長男。イギリス王兼ハノーファー選帝侯ジョージ1世は従弟に当たる。妃はデンマーク・ノルウェー王フレデリク3世の娘ヴィルヘルミーネ・アーネスティーネ。

## 生涯
父の死後選帝侯位を継いだが、わずか5年で死去した。嫡子がなかったためプファルツ＝ジンメルン家の直系は絶え、その死後に選帝侯位は遠縁のプファルツ＝ノイブルク公フィリップ・ヴィルヘルムが継承した。しかし、ルイ14世はカール2世の妹エリーザベト・シャルロッテがルイ14世の弟オルレアン公フィリップ1世と結婚していたことから弟の権利を主張し、プファルツ継承戦争が勃発した。